# Phyllostachys elegans
Phyllostachys elegans är en gräsart som beskrevs av Mcclure. Phyllostachys elegans ingår i släktet Phyllostachys och familjen gräs. Inga underarter finns listade i Catalogue of Life.